# Сумський критий ринок

Критий ринок в Сумах

Сумський критий ринок — найбільший критий ринок у місті Суми. Зведений у 1986 році за проектом архітектора П. Селецького. Розташовується на Засумській вулиці, 12, на правому березі річки Сумки.
Кругла в плані будівля (діаметр складає понад 100 метрів) нагадує квітку ромашки, де пелюстками є склепінчасті, радіальні покриття, що сходяться до центру оболонки, а серцевиною — круглий двір для літньої торгівлі з легким звисаючим дахом. Ринок розрахований на 800 торговельних місць.